# Lea Mendelssohn Bartholdy

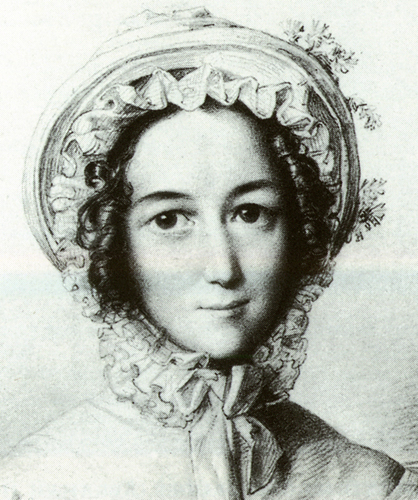
Lea Mendelssohn Bartholdy, gezeichnet von ihrem Schwiegersohn Wilhelm Hensel (1823)

Lea Mendelssohn Bartholdy, geborene Lea Salomon (* 15. März 1777 in Berlin; † 12. Dezember 1842 ebenda), verheiratet mit dem Bankier und Kulturförderer Abraham Mendelssohn Bartholdy, war die Mutter der Komponistin Fanny Hensel geb. Mendelssohn, des Komponisten Felix Mendelssohn Bartholdy, der Sängerin und Salonnière Rebecka Mendelssohn Dirichlet und des Bankiers und Cellisten Paul Mendelssohn Bartholdy. Als kenntnisreiche Pianistin bestimmte sie maßgeblich die Ausbildung ihrer vier musikalisch hochbegabten Kinder. Sie engagierte sich für neue Aufführungen der Musik Johann Sebastian Bachs und seiner Söhne und setzte sich ein für die Verbreitung der Musik Wolfgang Amadeus Mozarts, Joseph Haydns und Ludwig van Beethovens und förderte Musiker, die deren Werke spielten. Als Musik- und Kulturförderin war sie Mittelpunkt eines musikalischen Salons in Berlin, der sich seit 1819 aus dem häuslichen Musikleben der Familie Mendelssohn entwickelt hatte und ab 1831 durch die Aktivitäten Fanny Hensels noch einmal erheblich an Bedeutung gewann.

## Leben
Lea Mendelssohn wurde am 15. März 1777 als drittes von vier Kindern des Levin Jakob Salomon (1738–1783) und der Bella Salomon, geb. Itzig (1749–1824) in Berlin geboren. Ihre Mutter war als Tochter des Königlich Preußischen Hoffaktors Daniel Itzig (1723–1799) und seiner Frau Miriam, geb. Wulff (1727–1788) in einem sehr musikalischen Haus aufgewachsen. Wie ihre Mutter Bella wurde Lea wohl von dem Komponisten Johann Philipp Kirnberger am Piano unterrichtet. Es ist anzunehmen, dass sie eine sehr gute Pianistin und eine herausragende Bach-Kennerin war. 1804 heiratete Lea Salomon den Bankier Abraham Mendelssohn (1776–1835), Sohn des jüdischen Berliner Aufklärers Moses Mendelssohn (1729–1786) und seiner Frau Fromet, geb. Gugenheim (1737–1812). Mit Abraham Mendelssohn hatte sie vier Kinder: Fanny später verh. Hensel (1805–1847), Felix Mendelssohn Bartholdy (1809–1847), Rebecka später verh. Dirichlet (1811–1858) und Paul Mendelssohn Bartholdy (1812–1874), die sie nach einer liberalen Ethik im Sinne der Aufklärung erzog. 1816 wurden ihre Kinder christlich getauft. Sie selbst ließ sich gemeinsam mit ihrem Mann 1822 taufen, beide konvertierten zum Protestantismus. Sie nahmen in Anlehnung an Leas bereits 1805 getauften Bruder, den Diplomaten Jakob Ludwig Salomon Bartholdy, den Namen Bartholdy an.
Lea Mendelssohn lebte nach ihrer Heirat zunächst bis 1811 in Hamburg. Ihre Wirkung als Förderin von Kultur und Musik entfaltete sie nach ihrer Rückkehr in ihre Geburtsstadt Berlin 1811. In der Tradition der Bach-Verehrung der Familie Itzig aufgewachsen, vertrat sie eine am Gehalt der Musik orientierte „klassische“ Ästhetik, die, vom Bewährten ausgehend, Neues entwickelte. Sie setzte sich daher besonders für die Musik Wolfgang Amadeus Mozarts, Joseph Haydns und Ludwig van Beethovens ein und förderte Musiker, die deren Werke verbreiteten. Als erste Klavierlehrerin ihrer musikalisch hochbegabten beiden ältesten Kinder Fanny und Felix bestimmte sie deren spätere Klavierlehrer mit großer Kenntnis und in Übereinstimmung mit ihren eigenen ästhetischen Überzeugungen.

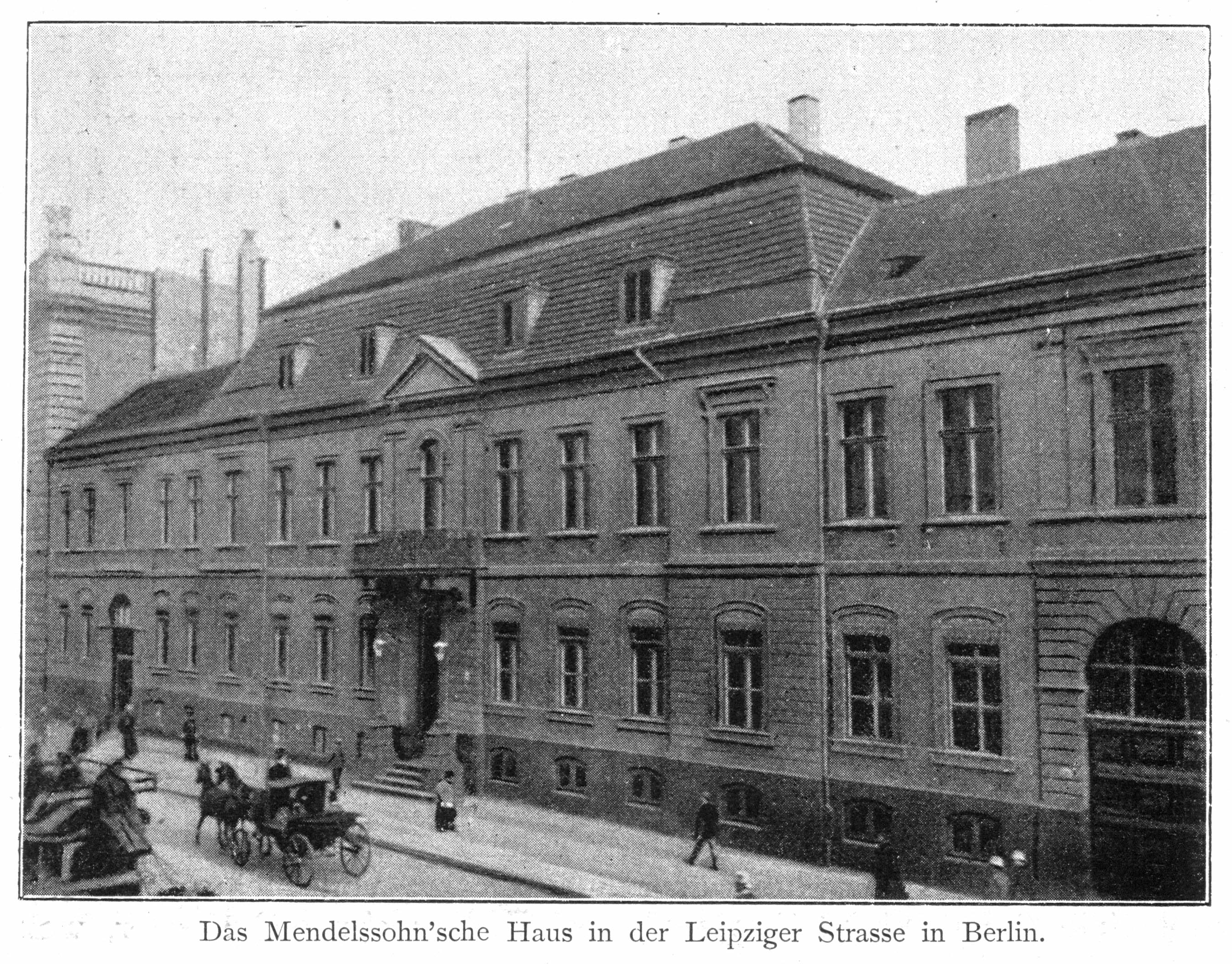
Das Mendelssohn’sche Haus, Leipziger Straße 3 in Berlin, vor 1899

Ab 1819 entwickelten sich unter ihrer Regie aus den sogenannten „musikalischen Winterabenden“ und aus der Familientradition, Geburtstage mit Musik zu feiern, größere musikalische Veranstaltungen, wie Soiréen, im Haus der Mendelssohns. Ab 1821 wurden darüber hinaus die „Sonntagsmusiken“ eingeführt. Sie boten dem Sohn Felix die Gelegenheit, seine Singspiele, Sinfonien und Konzerte zusammen mit der Musik Wolfgang Amadeus Mozarts und Ludwig van Beethovens mit der Königlichen Hofkapelle aufzuführen. Die musikalischen Erfahrungen und Ereignisse im Haus der Mendelssohns fanden Eingang in die umfangreiche Korrespondenz Lea Mendelssohns mit ihrer Cousine Henriette von Pereira-Arnstein (1780–1859), wodurch sie auch auf das Wiener Musikleben Einfluss nahm.
1825 war die Familie in das ehemalige Reckesche Palais in der Leipziger Straße 3 in Berlin gezogen, eine Adresse, die ab 1831 durch die Aktivitäten ihrer Tochter Fanny zum Inbegriff musikalischer Geselligkeit in Berlin werden sollte. Auch Lea Mendelssohn veranstaltete weiterhin in ihren eigenen Räumen musikalische Gesellschaften.

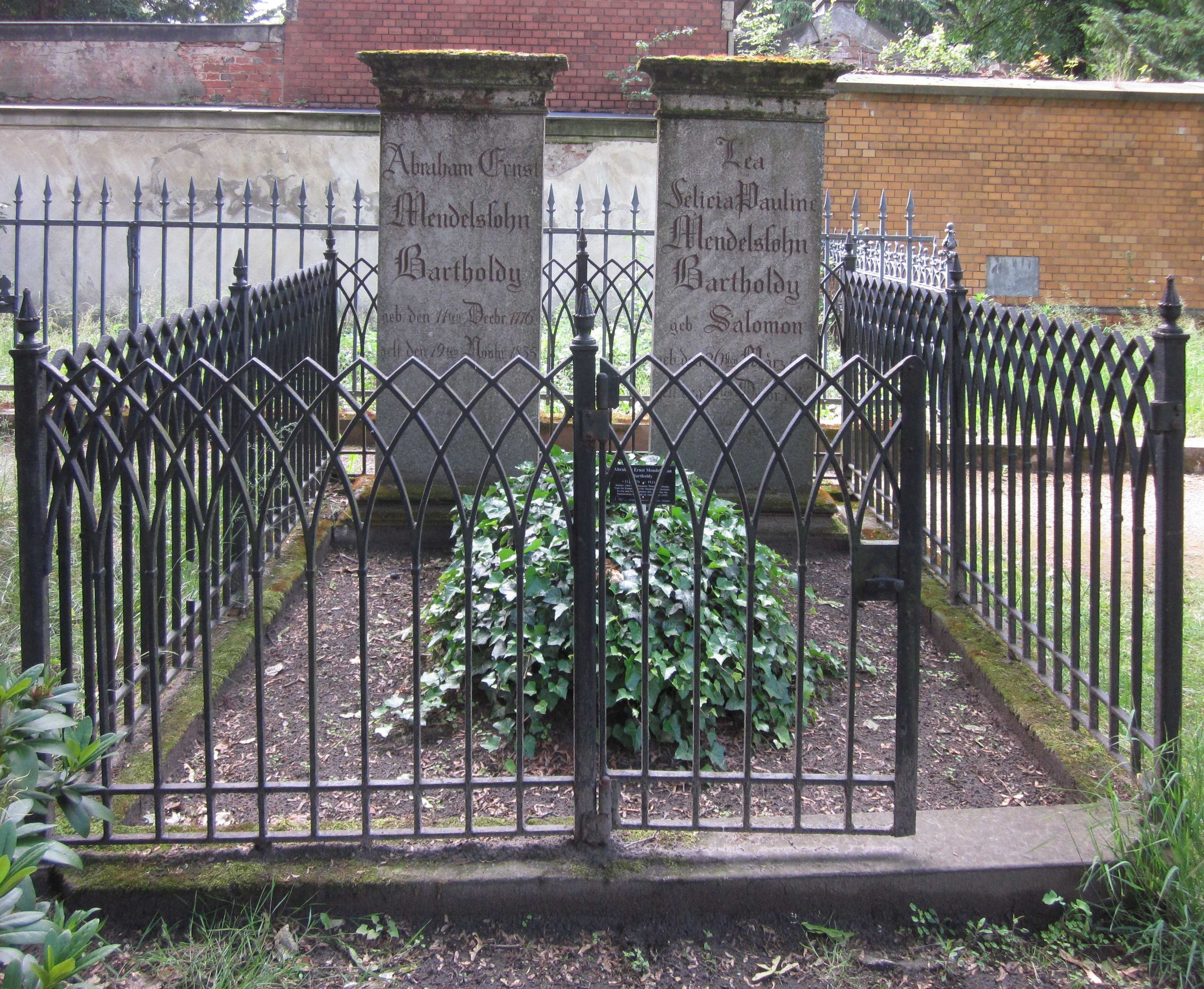
Grab von Lea und Abraham Mendelssohn Bartholdy in Berlin-Kreuzberg

Lea Mendelssohn Bartholdy starb 1842 im Alter von 65 Jahren in Berlin. Beigesetzt wurde sie neben ihrem sieben Jahre zuvor verstorbenen Gatten Abraham auf dem Dreifaltigkeitsfriedhof I vor dem Halleschen Tor. In der Gittergrabanlage dienen zwei hohe flache Stelen als Grabmarkierungen. Auch das Erbbegräbnis Hensel/Mendelssohn Bartholdy, in dem unter anderen ihre Kinder Fanny und Felix beigesetzt sind, sowie das Grab des Sohnes Paul befinden sich in der Nähe. Die letzte Ruhestätte von Lea Mendelssohn Bartholdy (Grablage DV1-1-1) war von 1952 bis 2015 als Ehrengrab des Landes Berlin gewidmet.

## Wirken
„Den Mittelpunkt dieses vielfach bewegten Kreises bildete Felix’ Mutter mit seltener Geschicklichkeit. Scheinbar ohne Einmischung verstand sie Jeden in verbindlicher Weise anzuregen und gewähren zu lassen bis eine Lenkung des Gespräches oder seine Dämpfung notwendig wurde und es galt, dasselbe mit Gewandtheit in neuen Fluß zu bringen.“

Mit ihren musikalischen Gesellschaften und wegen ihrer familiären Vernetzung in europäische Metropolen wirkte Lea Mendelssohn in hohem Maße musik- und kulturfördernd sowie publikums- und kanonbildend. Reisende Künstler erfuhren durch ihre Kontakte in Berlin und Wien eine Unterstützung, die für die Entwicklung des modernen öffentlichen Konzertwesens sehr bedeutsam war. Die musikalische Erziehung ihrer Kinder hatte Lea Mendelssohn mit der privat-öffentlichen Kulturförderung in ihrem Haus eng verbunden. Ihre Briefwechsel über die musikalischen Gesellschaften der Jahre 1819 bis 1825 geben Auskunft über ihr Ideal einer umfassenden künstlerisch-literarischen Bildung. Das von ihr organisierte häusliche Musikleben war durch die Verbindung von höchstem künstlerischen Niveau und spielerischer Herangehensweise gekennzeichnet, womit sie die modernen Erziehungspraktiken ihrer Zeit aufgegriffen und praktiziert hat.

### Autografie
- Briefe Lea Mendelssohns an ihren Sohn Felix Mendelssohn Bartholdy, aus den Jahren 1821 bis 1842 in den „Green Books“, Oxford, Bodleian Library, MS. M.D.M. b. 4 und d. 28 ff.
- Briefe Lea Mendelssohns an ihre Cousine Henriette von Pereira Arnstein aus den Jahren 1804–1842, Staatsbibliothek Berlin, Preussischer Kulturbesitz, Haus 1, MA Nachl. 15 (darunter einige Briefabschnitte und einzelne Briefe von Abraham Mendelssohn, Fanny Hensel und Rebecka Dirichlet)

### Ältere Quelleneditionen
- Eduard Devrient: Meine Erinnerungen an Felix Mendelssohn Bartholdy und seine Briefe an mich. J.J. Weber, Leipzig 1869, 3. Auflage 1891
- Sebastian Hensel (Hrsg.): Die Familie Mendelssohn 1729–1847, nach Briefen und Tagebüchern hrsg. von Sebastian Hensel. 2 Bände. 2. Auflage. Behr, Berlin 1880
- Sebastian Hensel: Ein Lebensbild aus Deutschlands Lehrjahren. B. Behr, Berlin 1903

### Jüngste Quelleneditionen
- Wolfgang Dinglinger, Rudolf Elvers (Hrsg.): Lea Mendelssohn Bartholdy, „Ewig die Deine“, Briefe an Henriette von Pereira-Arnstein. 2 Bände. Wehrhahn, Hannover 2010
- Hans-Günter Klein, Rudolf Elvers (Hrsg.): Fanny Hensel, Tagebücher. Breitkopf & Härtel, Wiesbaden / Leipzig / Paris 2002
- Hans-Günter Klein: „… als unsrer geistreichsten Landsleute einen“. Lea Mendelssohn Bartholdys Briefe an Carl Gustav von Brinkmann aus den Jahren 1811–1822. In: Jahrbuch des Staatlichen Instituts für Musikforschung Preußischer Kulturbesitz Berlin. Schott, Mainz [u. a.] 2005, S. 243–266.

### Sekundärliteratur
- Cornelia Bartsch: Lea Mendelssohn Bartholdy (1777–1842). „In voller geistiger Lebendigkeit“. In: Irina Hundt (Hrsg.): Vom Salon zur Barrikade. Frauen der Heine-Zeit. Metzler, Stuttgart / Weimar 2002, S. 61–73
- Cornelia Bartsch: Fanny Hensel: Musik als Korrespondenz. Furore, Kassel 2007
- Martina Bick: Musikerinnen der Familie Mendelssohn (= Reihe Jüdische Miniaturen, Band 202), Berlin 2017
- Wolfgang Dinglinger: Sonntagsmusiken bei Abraham und Lea Mendelssohn Bartholdy. In: Hans-Günter Klein (Hrsg.): Die Musikveranstaltungen bei den Mendelssohns – Ein musikalischer Salon? Die Referate des Symposions am 2. September 2006 in Leipzig (= Leipzig – Musik und Stadt – Studien und Dokumente, Band 2). Mendelssohn-Haus, Leipzig 2006, S. 35–47
- Irina Hundt, Till Gerrit Waidelich: „Im gastlichen Hause Mendelsohns“. Erinnerungen an den Mendelssohnschen Salon von Helmina von Chézy. In: Schubert-Perspektiven, Band 5, Heft 1. Steiner, Stuttgart 2005, S. 92–100
- Thomas Lackmann: Der Sohn meines Vaters: Biographische Studie über Abraham Mendelssohn. Wallstein, Göttingen 2007
- Cécile Lowenthal-Hensel: Neues zur Leipziger Straße Drei. In: Mendelssohn-Studien, Band VII, Duncker & Humblot, Berlin 1990, S. 141–151
- Cécile Lowenthal-Hensel: Mit Orgelton und Bim, Hochzeit im Hause Mendelssohns. In: Berlinische Monatsschrift (Luisenstädtischer Bildungsverein). Heft 10, 1999, ISSN 0944-5560, S. 4–11 (luise-berlin.de).

### Romane
- Härtling, Peter: Liebste Fenchel! Köln 2011; Biografischer Roman über Fanny Hensel